# Antony Emerson
Antony Emerson (Brisbane, 29 marzo 1963 – Newport Beach, 23 gennaio 2016) è stato un tennista australiano, figlio di Roy Emerson, vincitore di 12 prove dello Slam nel singolare.

## Carriera
In doppio ha raggiunto la 112ª posizione della classifica ATP, mentre nel singolare ha raggiunto il 285º posto. Nei tornei del Grande Slam ha ottenuto il suo miglior risultato raggiungendo i quarti di finale di doppio agli Australian Open nel 1985 e nel 1987, entrambi in coppia con il connazionale Desmond Tyson.